# 書割
書割、書き割り（かきわり）は、歌舞伎の用語に由来する舞台芸術の用語で、背景などを平面的に描いて設置される大道具のことを指し、典型的には、「張物（はりもの）」と称される木枠に張った紙や布に建物や風景などを描くもので、パネル様に複数に分けて（割って）使えることから、このように呼ばれるようになったものと考えられている。また、建物の壁や柱を一定の様式で、定規で線を引くように描がれることからこう呼ぶとされることもある。なお、舞台のみならず映画にも用いられることがあり、さらに広く様々な映像表現について、この言葉を用いることがある。
同様の役割を果たすものとして、背景に垂らす道具幕があり、広義では書割の一つの形態とみなすこともある。
映像技法が発達した今日では、マットペインティング技術と結びついて書割が活用されたり、マット・アートを指して「書き割り」と表現することもある。

## 歌舞伎
歌舞伎の書割の製作においては、屋外の風景や、建物の中の襖絵などは背景画家が担当し、建物そのものは塗り方が担当するという分業が伝統的におこなわれている。
書割のうち、特に遠方の背景を表現するものは「遠見」と称され、野遠見、山遠見、海遠見、庭遠見、町屋遠見、宮遠見（神社の風景）などが用いられる。「遠見」は書割の中の一類型であるが、文脈によっては、「遠見」に当たらない書割だけを、狭い意味で書割（書き割り）と称することもある。

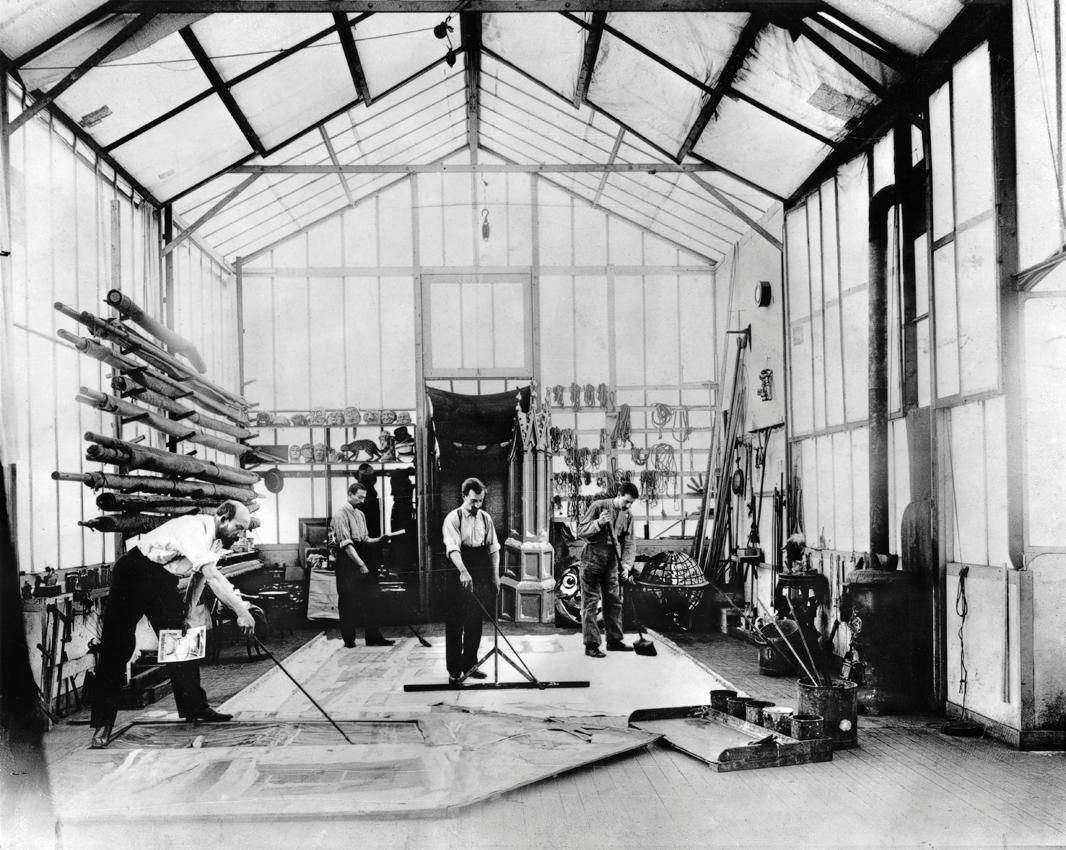
スタジオで書割を制作するメリエス（左）。1900年ころ撮影。

## 映画

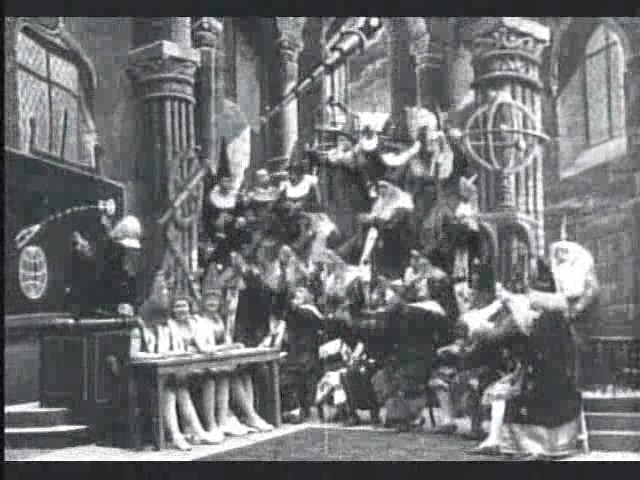
1902年の映画『月世界旅行』より。

最初期の映画製作者のひとりであったジョルジュ・メリエスは、作品の背景に自ら筆を執った、豊かなディテールと意図的と思われる稚拙さを特徴とする書割を用いていた。
ロベルト・ヴィーネが監督し、表現主義の影響を色濃く受けた1920年の映画『カリガリ博士』は、プロデューサーのエーリッヒ・ポマーの意向により、徹底的に書割によってセットを構成することで、現実を歪めた空間を表現した。
映画における書割のセットは、鉄骨などを用いた本格的な構造物であることも多い。映画スタジオをモチーフにしたテーマパークであるユニバーサル・スタジオ・ジャパンには、グッゲンハイム美術館などを表現した恒久的な書割が設置されている。

## 書き割り効果
ステレオ写真で人物と背景から成るような画像の立体視をおこなう場合に、背景と人物とははっきり分離しているように見えても、人物が立体的に感覚できず、平面的に感じられる現象があり、これを cardboard  cut−out phen⊂men（直訳すれば「厚紙の切り抜き現象」）と称するが、日本語ではこれを書き割り効果と呼んでいる。

## ジオラマ
プラモデルなどを用いたジオラマ（ダイオラマ）制作の文脈では、中心的な主題となるもの（例えば、戦車のプラモデル）以外の背景となるもの（戦車がいる場所を表現する建物など）のことを、たとえそれが平面に描かれたものではなく立体的に制作されていても「書き割り」と表現することがある。